# Dua Libro
Dua Libro de l' Lingvo Internacia (en français : Le deuxième livre de la langue internationale), ou plus simplement Dua Libro est le nom donné au second ouvrage de Louis-Lazare Zamenhorf, publié en 1888 à Varsovie, le premier étant Langue Internationale (1887) ou Unua Libro.
Il s'agit d'une brochure de 50 pages publiée par L. L. Zamenhof au début de 1888. C'est le deuxième livre sur l'espéranto, après le Premier Livre ou Unua Libro qui était paru en 1887. Contrairement au Premier Livre, rédigé en russe (et traduit la même année en polonais, allemand et français), le Deuxième Livre fut initialement rédigé en espéranto et seulement dans cette langue. 

## Historique de la publication
Le Deuxième Livre fut approuvé par la censure le 18 janvier 1888 (selon le calendrier julien de l'époque ; ou le 30 janvier selon le calendrier grégorien). 
Voici le texte écrit en page de couverture : 
Dr. Espéranto
Deuxième Livre de la Langue Internationale
Cahier n° 1, prix : 25 kopecks
Varsovie, 1888
Selon la préface du Deuxième Livre, ce livret devait constituer la première partie d'un ouvrage plus vaste, contenant cinq ou six cahiers, qui devaient paraître de manière bimestrielle en 1888. Cependant, après la publication du premier cahier, Zamenhof décida que les autres parties étaient inutiles lorsqu'il apprit le projet de l'American Philosophical Society (APS) de discuter d'une langue internationale artificielle lors d'une conférence. Il se contenta de publier le Supplément au Second Livre de la Langue Internationale (Aldono al la Dua Libro) ; cependant la conférence de l’APS n'eut jamais lieu. 

## Contenu
L'ouvrage se compose de deux parties.

### Réponses aux auteurs
La première partie (16 pages) répond aux signataires de promesses qui lui ont posé une ou des questions. Elle comprend la préface et les chapitres I et II. Dans ces paragraphes, Zamenhof répond publiquement à toutes les questions qui lui sont posées, puisqu’il lui est impossible de répondre en particulier aux auteurs de  diverses questions, propositions de réformes de la langue qui lui sont faites, etc.
Le chapitre I s'adresse à quatre types d'auteurs : (a) ceux qui louent Zamenhof sans aborder la langue elle-même ; (b) ceux qui « à force de philosopher […] ont écrit des articles savants » sans discuter sérieusement de l'espéranto ; (c) ceux qui l'ayant mal comprise critiquent la langue ; et (d) ceux qui ne racontaient que des « blagues sans intérêt ». 
Dans le dernier paragraphe apparaît la célèbre phrase : « Je ne veux pas être le créateur de la langue, je veux être seulement son initiateur » (p. 12).
Le chapitre II examine la pertinence du nombre de 10 millions, critère figurant dans un feuillet du Premier Livre qui permettait à toute personne de s’engager à apprendre l’espéranto si 10 millions de personnes s'engageaient publiquement à faire la même promesse.

### Exercices et traductions
La deuxième partie, le chapitre III, comprend 20 paragraphes, qui sont des exercices d’apprentissage de la langue. Les paragraphes 1 à 16 sont courts, un paragraphe par paragraphe. Les paragraphes 1, 4 et 7 contiennent des règles grammaticales : 
- Le paragraphe 1 traite de l’article la : le mot « la » est appelé « artikulo »[sic] ; il est utilisé pour désigner des objets familiers. Au lieu de « la », on peut aussi dire « l' », si cela ne sonne pas mal. Si quelqu'un ne comprend pas bien l'usage de l'article, il peut ne pas l'utiliser du tout, car il est pratique mais pas nécessaire
- Le paragraphe 4 introduit le pronom ci, absent du Premier Livre, mais prévient qu'il est « presque jamais utilisé ». Le paragraphe 7 traite de la composition des mots : les mots composés sont créés par simple jonction de mots simples ; on prend généralement les racines pures, mais, si la sonorité ou la clarté l'exigent, on peut aussi utiliser le mot entier, c'est-à-dire la racine avec la terminaison.